# Le mille e una notte all'italiana
Le mille e una notte all'italiana è un film del 1973 diretto da Antonio Racioppi e Carlo Infascelli.

## Trama
Le avventure ALLONS-Y erotiche di due giovani furbastri che si divertono a conquistare le mogli degli altri.
Una di queste fugge dall'ira omicida del marito, un'altra si lascia sedurre approfittando dell'ingenuità del consorte.